# NOFX

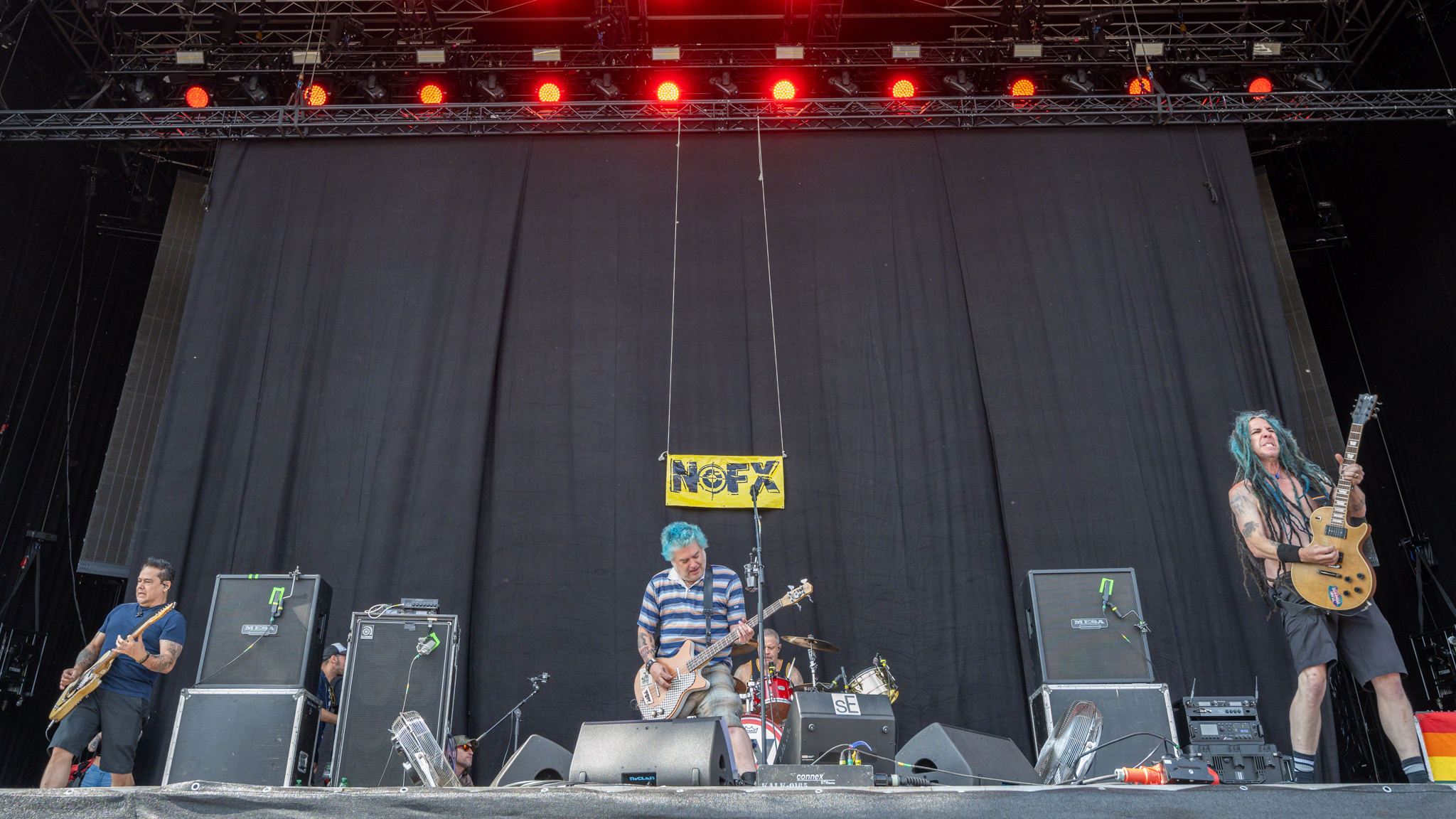
NOFX (2023)

NOFX este o trupă de punk americană din San Francisco fondată în Los Angeles, California, în anul 1983.
La început, trupa era formată din Fat Mike (Michael Burkett) la voce și chitară bas, Erik Sandin la baterie și Eric Melvin la chitară. Din 1991 (și după cîteva schimbări în componența trupei) El Hefe (Aaron Abeyta) a cîntat la chitara principală și trompetă. Trupa capătă popularitate în 1994 odată cu albumul „Punk in Drublic”, care a fost premiat cu discul de aur. Au fost vîndute peste 6 milioane de discuri cu melodiile lor în întreaga lume.

## Istoria formației

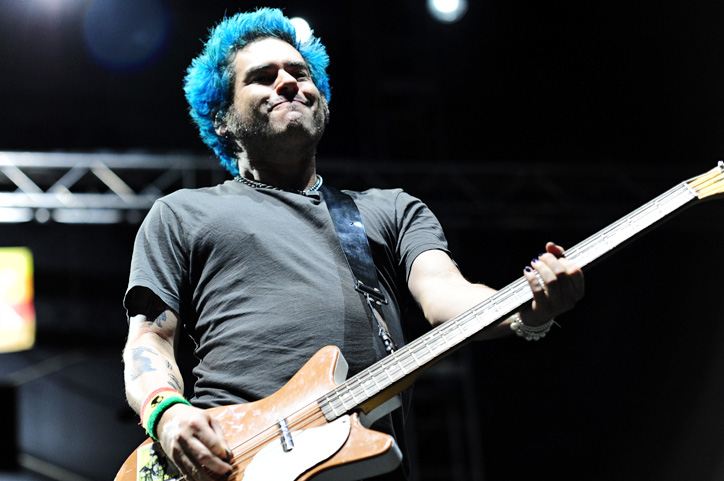
NOFX la festivalul: “No sleep til”, 2010.

### Anii 1980
Prima înregistrare NOFX a fost un demo din anul 1983, produs de toboșarul de la Germs, Don Bolles. Dupa acest demo a urmat un EP, în anul 1985. Acesta din urmă a fost înregistrat la casa de discuri Mystic Records. EP a fost lansat pe piață mai tîrziu sub numele de „Maximum RocknRoll”. Pentru un an, Erik Sandin a părăsit trupa și a fost înlocuit cu Scott Sellers, iar mai tîrziu cu Scott Aldahl. Dave Allen a fost în trupă pentru aproximativ 4 lunu, pînă cînd a murit într-un accident de mașină. În 1986, NOFX a lansat „So What If We're on Mystic!”. În 1987, Dave Casillas s-a alăturat formației, cîntînd la chitara a II-a, ajutînd la înregistrările EP-ul „The P.M.R.C. Can Suck on This!”, care era un atac asupra campaniei PMRC de cenzurare a muzicii. Coperta originală a EP a fost o fotografie sadomasochistă editată; coperta pentru versiunea relansată a fost schimbată cu o fotografie a lui Eric Melvin.
Dave a părăsit formația și a fost înlocuit cu Steve Kidwiller (poreclit „Steve the Caucasian”). În anul 1988, au înregistrat „Liberal Animation” (înainte ca Dave să fie înlocuit de Steve) cu Brett Gurewitz de la Bad Religion. Cu toate acestea titlul și cîteva versuri nu au ținut cont de  vegetarianism și drepturile animalelor, Fat Mike spunînd că a devenit vegetarian după ce a scris piesele cuprinse pe „Liberal Animation”. Albumul a fost relansat în 1991 de casa de discuri Epitaph Records. NOFX a semnat un contract cu Epitah in 1989, lansîndu-și al II-lea album S&M Airlines.

### Anii 1990
În 1990 a avut loc lansarea celui de al treilea album „Ribbed”. Odată cu anul 1991, componența trupei a suferit numeroase schimbări; cu toate acestea, cei trei membri originali s-au reunit. „White Trash, Two Heebs and a bean” a fost lansat în 1992. (Titlul original, „White Trash, Two Kikes, and a Spic”, a fost schimbat pentru că bunica lui Eric Melvin s-a supărat din cauza epitetelor rasiste.)
Pînă la lansarea din anul 1994 a „Punk in Drublic” trupa nu a pătruns pe piața muzicală. Acest album a fost premiat cu discul de aur. În același an, punk rock-ul a preluat conducerea odată cu succesele celor de la The Offspring cu albumul „Smash” si celor de la Green Day cu albumul „Dookie”. După „Punk in Drublic” a urmat un album cu melodii mai lente în 1996, „Heavy Petting Zoo” și în 1997 , „So Long and Thanks for All the Shoes”, un album cu melodii cu ritmuri alerte, asa cum arată și prima melodie de pe album, „It’s My Job to Keep Punk Rock Elite”. În 1999, formația a lansat „The Decline”,  o melodie de 18 minute care este un comentariu despre societate, aprig si plin de cinism.

### Anii 2000
NOFX lnaseaza albumul Pump Up the Valuum în 2000. Acesta este ultimul lor albumul la Epitaph pentru că trupa decide să se mute la casa de discuri a lui Fat Mike, Fat Wreck Chords.
În 2003, a fost lansat War on Erroism, un album cu cîntece politice. A devenit începutul campaniei lor anti-Bush, și un punct de ghidare pentru punkiștii socialiști. Fat Mike a realizat situl punkvoter.com, pe care se găsește un top cu CDuri anti-Bush și a organizat un concert în SUA numit Rock Against Bush.